# Pier Gerlofs Donia
Pier Gerlofs Donia (Kimswerd,
1480 – Sneek,
28 de outubro de 1520) foi um guerreiro, pirata e rebelde frísio. É mais conhecido pela sua alcunha em frísio ocidental "Grutte Pier" ("Grande Pier", em frísio antigo), ou pelas traduções holandesas "Grote Pier" e "Lange Pier", ou ainda em latim, "Pierius Magnus", que se referia a seu lendário tamanho e força. Em português, significa "Grande Pedro".
Sua vida é envolta em lendas. Baseado em uma descrição atribuída a Petrus Thaborita, contemporâneo de Pier, o historiador do século XIX Conrad Busken Huet escreveu que Grutte Pier era
| “ | um companheiro grande e forte como um touro, amorenado, espadaúdo, com longa barba e bigode negros. Era por natureza um homem rude, mas bem-humorado, que em circunstâncias infelizes era transformado em um bruto que dava medo. Como vingança pessoal pela enorme injustiça que caiu sobre ele (em 1515) com a matança de familiares e a destruição de sua propriedade, ele tornou-se um lutador pela liberdade de grandeza lendária. | ” |

## Primeiros anos de vida e família
Grutte Pier nasceu Pier Gerlofs Donia provavelmente no ano de 1480, em Kimswerd, perto da cidade de Harlingen, em Wonseradeel, na Frísia. Pier Gerlofs era uma das pelo menos quatro crianças filhas de Gerloff Piers e Fokel Sybrants Bonga. A mãe de Pier, Fokel, era filha do nobre Schieringer Sybrant Doytsesz.
Pier casou-se com Rintze Syrtsema e eles tiveram dois filhos, um menino chamado Gerloff e uma garota chamada Wobble, nascidos por volta de 1510. Pier morreu em 1520, e em 1525 sua mãe inseriu no testamento que Sybren, irmão de Pier, seria o protetor dos filhos dele, que ainda eram menores de idade. Pier e seu cunhado, Ane Pijbes (marido de Tijdt Gerlofs), eram parceiros na propriedade rural de Meyllemastate, em Kimswerd.
Pier era descendente direto do chefe frísio Haring Harinxma (1323–1404), um Schieringer e Podestà de Westergo, e terceiro primo de Jancko Douwama, nobre e rebelde da Frísia. Douwama e Grutte Pier são considerados os maiores heróis da luta pela independência frísia.
Wijerd Jelckama, conhecido como Grutte Wierd, é comumente descrito por autores dos séculos XVIII e XIX como sobrinho de Grutte Pier. Autores modernos como J.J. Kalma duvidam dessa conexão, e Jelle Brouwer, na Encyclopedia of Friesland, declara que Wierd não era sobrinho de Donia, mas seu "tenente".

## Rebelião
Aproximadamente 7 quilômetros a nordeste do povoado de Donia, Kimswerd, no vilarejo de Franeker, o Batalhão Negro, um regimento de Lansquenês a serviço do duque Jorge da Saxônia
, foi emboscado. O regimento fora incumbido de reprimir a guerra civil entre os Vetkopers, que se opunham aos Burgúndios e, consequentemente, à lei de Habsburgo, e os Schieringers. O Batalhão Negro era conhecido como uma força militar violenta; quando o pagamento que recebiam era considerado insuficiente ou em falta, eles extraíam pagamento dos aldeães locais e, em 29 de janeiro de 1515, os integrantes da Mão Negra pilharam a aldeia de Donia, supostamente estupraram e mataram sua esposa, Rintze Syrtsema, e queimaram inteiramente a igreja do vilarejo e todo o patrimônio de Donia. Querendo vingança, Pier iniciou uma guerrilha contra os Habsburgos e aliou-se a Carlos de Egmond, duque de Gueldres (1492–1538), o principal oponente dos Habsburgos.

## Camponeses rebeldes
O bando armado de Pier, conhecido como Arumer Zwarte Hoop (em português: Bando Negro de Arum) era formado por piratas bastante ativos contra os holandeses e burgúndios ao mar. Pier conseguiu capturar muitos navios ingleses e neerlandeses, principalmente no Zuiderzee (atual IJsselmeer). Na maior batalha de sua carreira, em 1515, ele capturou 28 navios dos Países Baixos, o que garantiu-o a alcunha de "Cruz dos holandeses". Depois disso, ele autoconcedeu-se o título de "Rei dos frísios". Erasmo de Roterdão criticou as façanhas de Grutte Pier, chamando-o de bruto estúpido que preferia força física a sabedoria.

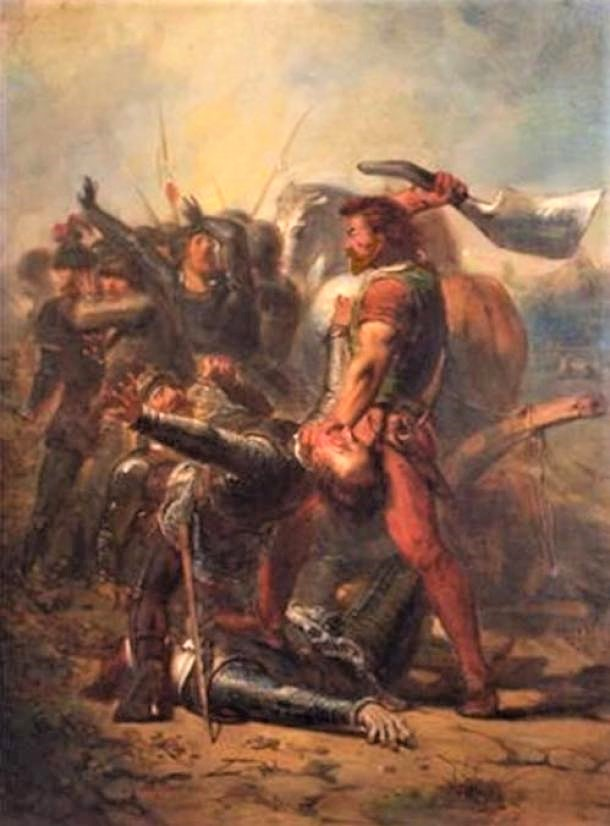
"De dapperheid van Grote Pier" (A bravura de Grote Pier), de 1516, pintura a óleo por Johannes Hinderikus Egenberger (Arnhem 1822 — Utrecht 1897)

Pier batalhou os navios que viajavam o Zuiderzee, especialmente em 1517, quando usou seus "navios sinalizadores" para atacar outras embarcações na costa ocidental da Frísia, às quais ele transportou forças da Guéldria, desembarcando em Medemblik. Pier desenvolveu grande ódio por essa municipalidade e seus habitantes. Nos primeiros anos, soldados de Medemblik cooperaram com o exército holandês comandado pelo então duque Carlos I de Espanha, futuro Imperador do Sacro Império Romano-Germânico. Foi em Medemblik que, em Março de 1498, representantes dos Schieringers encontraram-se com o duque Alberto da Saxônia, que governava o país à época, para requisitar proteção contra os Vetkopers — o que resultou na ocupação saxã da Frísia. Em 24 de Junho de 1517, Grutte Pier e seu Arumer Zwarte Hoop, formado por aproximadamente 4 mil soldados da Frísia e Guéldria, navegaram para a Frísia Ocidental e avançaram até Medemblik. Eles rapidamente capturaram a cidade, matando muitos habitantes e tomando muitos outros como prisioneiros. Alguns foram liberados mediante um alto pagamento pelo resgate; outros fugiram e encontraram segurança no Castelo de Medemblik. O senhor do castelo, Joost van Buren, foi bem-sucedido em manter os agressores fora das muralhas. Compreendendo que não poderia tomar o castelo, o Bando Negro de Arum pilhou a cidade e a incendiou. Como a maioria das casas era feita de madeira, a cidade, incluindo a igreja, monastério e paço municipal, foi completamente arrasada. Com essa vitória parcial, Pier e seus homens invadiram os castelos de Alkmaar e Midelburgo, novamente pilhando, incendiando e deixando tudo em ruínas.
Em 1517, o Bando Negro de Arum capturou a cidade de Asperen, matando praticamente todos seus habitantes. Eles então usaram a cidade altamente fortificada como base até serem expulsos pelo stadthouder holandês. Em resposta aos ataques em Medemblik e Alkmaar e à falha do Capitão Geral de Amstelland, Waterland e Gooiland em defender seus territórios, o stadthouder da Holanda concordou em providenciar uma esquadra de guerra em Julho de 1517. A frota ficou sob comando supremo de Anthonius van den Houte, Lorde de Vleteren, intitulado "Almirante do Zuiderzee". Em nome de Carlos I, van den Houte anunciou que libertaria a região da pirataria frísia e guéldria. Apesar do sucesso inicial da expedição, com algumas das embarcações frísias sendo queimadas perto de Bunschoten, Grutte Pier respondeu capturando onze dos navios holandeses em uma batalha ao largo da costa próxima a Hoorn, em 1518.
Pouco após essa vitória, Pier derrotou 300 holandeses em Hindeloopen. De acordo com a lenda, Pier teria forçado seus cativos a repetir um xibolete, a fim de distinguir frísios de infiltrantes da Holanda e Baixa Alemanha:
Manteiga, pão e queijo verde: se não consegue dizer isso, você não é um verdadeiro frísio. 
Grutte Pier também foi creditado como criador do antigo slôgane frísio "Leaver dea as slaef" ("Melhor ser morto que escravo").
Apesar de seu sucesso, Pier não pôde conter a ameaça da Borgonha e Habsburgo, então retirou-se, desiludido, em 1519. O sobrinho dele, Wijerd Jelckama, assumiu o comando dos rebeldes. Pier morreu pacificamente na cama, na cidade de Sneek, Frísia, em 18 de Outubro de 1520. Pier está enterrado em Sneek, na Martinikerk (igreja de Martinho), conhecida no século XV como Groote Kerk (igreja de Grutte). Seu túmulo está localizado no lado norte da igreja.

## Força e tamanho sobre-humanos
Em 1791, Jacobus Kok escreveu que, acima do pórtico da nova sede da administração municipal de Leeuwarden, foram encontradas duas espadas notavelmente grandes que dizia-se terem pertencido a Grutte Pier e seu sobrinho, Wijard Jelckama. Donia era conhecido pela habilidade em manejar sua grande espada com uma mão apenas, tão eficientemente que decepou múltiplos oponentes com um único golpe, feito nunca antes visto e nunca depois repetido com sucesso.
Atualmente uma grande espada (Zweihänder) que teria pertencido a Pier está em exposição no Fries museum de Leeuwarden. Ela tem 215 cm de comprimento e pesa cerca de 6,6 quilos, contudo crê-se que outros guerreiros ultrapassaram esta fasquia, superando 10 vezes mais este peso, porém consta que nenhum as conseguia manejar com o sucesso deste guerreiro. Para ter usado tal arma, Donia deve ter sido um homem de estatura incomum e força física superior. Pessoas que o conheceram referiam-se à altura dele como de, no mínimo, 2m15cm. Pier era considerado tão forte que podia dobrar moedas apenas com seus dedos polegar, indicador e médio. Um enorme elmo tido como posse de Grutte Pier é mantido na prefeitura da cidade de Sneek.

## Na cultura popular

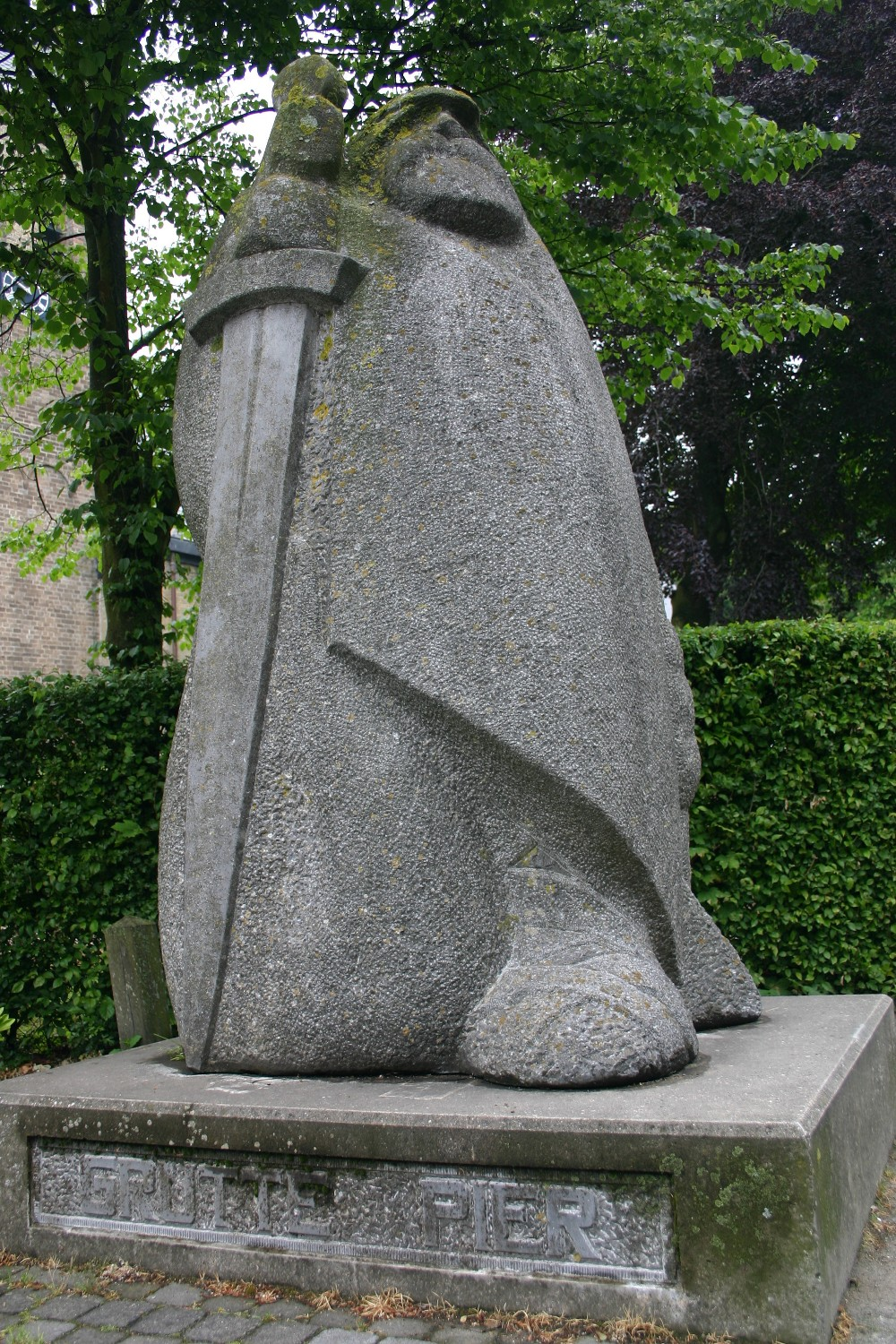
Estátua de Grutte Pier em sua cidade natal, Kimswerd. Embaixo da estátua está escrito simplesmente "Grutte Pier", em frísio.

O reconhecimento lendário de Grote Pier como herói ou vilão resistiu aos séculos; suas façanhas foram recontadas em livros, poesias, músicas e, mais recentemente, na televisão.

### Gysbert Japicx
O poeta frísio do século XVII Gysbert Japicx (1603–1666) escreveu, em sua composição Tjesck Moars See Aengste (Angústia Marítima da Avó) o seguinte verso em reverência a Grote Pier:
Medo do Mar
Seguir-te-ei, nobre Pedro,
Foste muito mais nobre e grande
do que o mais nobre dos nobres,
lutando como um romano antigo,
por seu país contra seu inimigo
a quem ele perseguiu com fogo e espada.

### Fiveval
História sobre Pier transformaram-se em lendas que não raro compartilham temas com histórias de outros homens fortes da literatura heróica germânica. Uma história, por exemplo, diz que Pier lavrou a terra de sua propriedade puxando o arado com as próprias mãos em vez de usar cavalos. Segundo outra história, Pier podia levantar um cavalo por sobre a cabeça. Fiveval é o nome de uma lenda frísia. Ela conta a história de Pier matando cinco mercenários holandeses enviados para assassiná-lo:
Grutte Pier era um companheiro muito forte. Uma vez ele estava ocupado lavrando sua terra. Já tinha atrelado seu cavalo na frente do arado. Era um velho arado com uma viga de madeira. Então um estranho aproximou-se e perguntou "Você sabe onde Grutte Pier vive?" Então Grutte Pier desfez o arado do cavalo. E tomou o arado na sua mão direita, levantou o instrumento do chão e então apontou com ele para a casa. E disse: "Olhe, ele vive ali." Com seu outro punho ele acertou o próprio peito e disse: "E aqui está ele."
Diz-se que Pier matou os mercenários em sua propriedade rural (Donia Estate), em Kimswerd. O lugar onde ocorreu a matança é conhecido como Fiveval (do frísio que significa Five fall, literalmente, "queda de cinco") porque todos os cinco mercenários foram ao chão.

### Televisão
Na série de televisão Floris, uma produção dos Países Baixos da década de 1970, Donia era um dos antagonistas, interpretado pelo ator Hans Boskamp. Apesar de ele ser um vilão e inimigo do personagem principal, muitas crianças aprenderam sobre Donia — embora de uma maneira historicamente incorreta — o que trouxe Grutte Pier de volta à cultura popular. Ele foi também um personagem importante no remake alemão da série, muito menos popular do que nos Países Baixos, entretanto.

### Esporte
O clube de rugby RC Greate Pier, da cidade de Leeuwarden, que joga em nível regional, foi nomeado em homenagem a Donia. Muitos outros clubes e vários navios também levam seu nome. Existe ainda uma copa de barcos a vela do tipo skûtsje, que acontece anualmente na Frísia, cujo nome é uma homenagem a Grutte Pier.